# Joe Francis (giocatore di football americano)
Joseph Charles Naekauna Francis Jr., detto Joe (Honolulu, 21 aprile 1936 – Hawaii, 15 aprile 2013), è stato un giocatore di football americano statunitense che ha giocato nei ruoli di halfback e quarterback nella National Football League e nella Canadian Football League. Al college giocò a football all'Università statale dell'Oregon.

## Carriera professionistica
Francis fu scelto nel corso del quinto del Draft NFL 1958 dai Green Bay Packers. Disputò due stagioni per un totale di 24 partite nella National Football League come riserva di Bart Starr ai Packers, sotto la guida del leggendario allenatore Vince Lombardi. Francis giocò anche per due stagioni nella Canadian Football League con i Montreal Alouettes nel periodo 1961-1962.

## Vittorie e premi
Nessuno

### Statistiche
NFL
| Partite totali    | 24   |
| Yard passate      | 266  |
| Touchdown         | 2    |
| Intercetti subiti | 3    |
| Passer rating     | 46,8 |